# Estación de Edgware Road

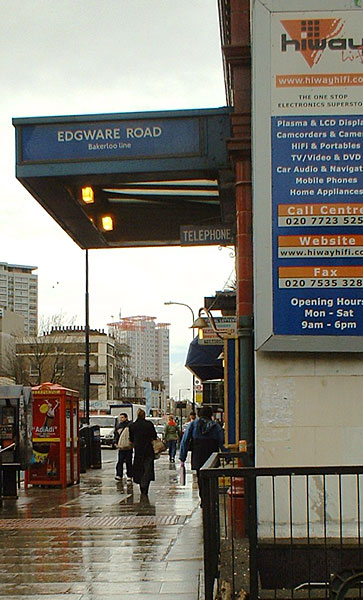
Acceso a la Línea Bakerloo, en Edgware Road.

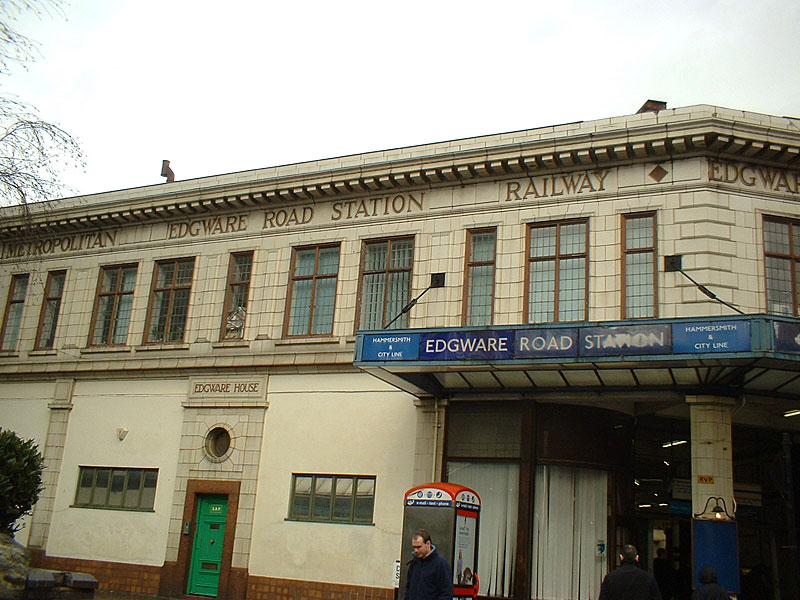
Acceso a la Línea Hammersmith and City, en Edgware Road.

Edgware Road (Edgware Road Tube Station, en inglés) es el nombre de dos estaciones del metro de Londres. Ambas están situadas sobre Edgware Road, a 150 metros de distancia una de la otra, en la Travelcard Zone 1.
Por la estación norte discurre la línea Bakerloo, entre las de Paddington y Marylebone; mientras que por la estación sur pasan las líneas Hammersmith & City Line, Circle Line y la District Line.
Edgware Road es una de las terminales de la línea District, y se encuentra entre las estaciones de la Calle Baker (Baker Street Station), y la de Paddington, para las líneas Hammersmith & City y Circle.
Los andenes de Bakerloo fueron inaugurados el 15 de junio de 1907, y desde el 24 de junio de 1990 y el 28 de enero de 1992 estuvieron cerrados por obras.
La estación fue diseñada por la prestigiosa arquitecta Leslie Green.
Esta estación no debe confundirse con la Edgware Tube Station, en el norte de Londres.
El 7 de julio de 2005 se registró una explosión en un tren que pasaba por la estación, en el que fallecieron al menos 7 personas, y hubo decenas de heridos.